# Ouanaminthe
Ouanaminthe (Haitianisch-Kreolisch Wanament; spanisch Juana Méndez) ist eine haitianische Stadt im Département Nord-Est direkt an der Grenze zur Dominikanischen Republik und ist einer der vier Grenzübergänge zwischen beiden Staaten. Die Haitianer nennen die Stadt Wanemèt, die Dominikaner nennen sie Juana Méndez. Der Name der Stadt geht auf eine Benennung der Ureinwohner, der Tainos, zurück. 

## Lage und Beschreibung
Die Einwohnerzahl liegt einschließlich der Umgebung bei 106.129 Menschen (2015), darunter allein 10.000 Flüchtlinge, die nach dem Erdbeben 2010 hierher kamen. Die Stadt selbst hatte 2015 geschätzte 70.905 Einwohner. Der Grenzfluss Rivière du Massacre verläuft zwischen Ouanaminthe und Dajabón in der Dominikanischen Republik. Der Name des Flusses wird auch Massaker genannt. Dieser Name spielt auf die Ermordung von dreißig französischen Freibeutern durch spanische Siedler in der Nähe des Flusses im Jahr 1728 an und basierte entgegen der landläufigen Meinung nicht auf dem Parsely-Massaker von 1937, bei dem Diktator Rafael Trujillo den Befehl gab, Tausende am Fluss lebende Haitianer zu töten.
Das gleichnamige Arrondissement Ouanaminthe ist eines der vier im Département Nord-Est mit der Hauptstadt Fort-Liberté.
Der Grenzübergang nach Dajabón ist eine der vier wichtigsten Verbindungen in die Dominikanische Republik. Zweimal in der Woche sind die Grenzen vollständig für den Markt in Dajabón geöffnet. Besuchern bietet sich das äußerst bunte Bild eines quirligen Marktes. Angeboten werden vor allem landwirtschaftliche Produkte wie Bananen und Mangos, aber auch Fisch aller Art sowie Gegenstände des täglichen Bedarfs. Laut der Zeitung Die Zeit kommen an jedem Tag 30.000 Marktbesucher an die Stände der 3000 Händler.
Zwei große Kirchen prägen das Stadtbild: die katholische Kirche: Notre-Dame-de-l’Assomption sowie die General Baptist Church.
In der Dominikanischen Republik wird die Stadt Juana Méndez genannt, nach einer schwarzen Sklavin, Mutter von Buenaventura Báez, der fünfmal Präsident der Dominikanischen Republik war; aber ebenso gebräuchlich ist die Bezeichnung auf Haitianisch: Wanament oder Wanamèt.
Neben dem Ortszentrum Ville de Ouanaminthe bestehen fünf landliche Gemeindebezirke:
1. Haut-Marihaboux mit Bourjo, Coujol, Dilaire, Duro, Gaïac, Gounote, Grande Savane, Lamatry, Le Chat, Maboule, Marquis, Marquyis Marat, Melchoir, Papa Jacques, Passa Café, Pérard, Pirobert, Place Pre d’Homme, Robino, Rouvoyé, Scott, Sens, Sorselle und Ti laurier,
2. Acul-Des-Pins mit Disara, Duvigal, Francisque, Gullouette, Jourdain, La Fleur, La Fontaine, Lorier, Mont Premier, Pierrot, Poirier und Vieux Caille,
3. Savane-Longue mit Baja, Baptiste, Bedou, Beneste, Bois Gens, Boujo, Chancerelles, Dominique, Joulin, Jourdain, La Garenne, Marie Borbin, Marionette, Réforme, Savane Dosmont und Vano,
4. Savane-au-Lait mit Ali, Blond, Bori, Bosse, Ca Poyo, Dépé, Diasa, L’Amy, Larode und Templier sowie
5. Gens-de-Nantes mit Baptiste, Chutte, En bas Boisson, Jean Rabel, Matayer, Pacot und Ti Mélia.

Die Route Nationale RN-6 führt von der Grenze aus in westlicher Richtung nach Cap-HaÏtien (66 Kilometer).

## Söhne und Töchter der Stadt
- Jean-Baptiste Dureau de La Malle (1742–1807), französischer Literat und Mitglied der Académie française
- Cincinnatus Leconte (1854–1912), haitianischer Politiker und Staatspräsident